# Polyommatus alibalii
Polyommatus alibalii is een vlinder uit de familie van de Lycaenidae (kleine pages, vuurvlinders en blauwtjes), uit de onderfamilie van de Polyommatinae (blauwtjes). De wetenschappelijke naam van deze soort is voor het eerst gepubliceerd in 2015 door Frederic Carbonell.

## Verspreiding
Polyommatus alibalii is een endemische soort voor de Kirksu-hooglanden in de provincie Kahramanmaras in Turkije. De soort komt voor op een hoogte tussen 1400 en 1650 meter en vliegt in juli en augustus.

## Kenmerken
De bovenkant van de vleugels van het mannetje zijn bleek blauw en hebben een donkere rand. Die van het vrouwtje zijn donkerbruin. Op de onderkant van de achtervleugel van zowel het mannetje als het vrouwtje zit een witte streep. De spanwijdte van deze soort bedraagt 31-35 millimeter.

## Status
Naar aanleiding van een aantalsonderzoek in 2016 en 2017 is geconcludeerd dat deze soort ernstig bedreigd is. Het habitat staat onder druk doordat gedurende de vliegtijd in het leefgebied sterke begrazing plaatsvindt en de lokale bevolking gaat picknicken waarbij op grote schaal rookontwikkeling ontstaat.